# Joe Louis
Joseph Louis Barrow (La Fayette, 13 de maig de 1914 - Las Vegas, 12 abril 1981) conegut com a Joe Louis, fou un boxejador estatunidenc que va competir des del 1934 fins al 1951. Sobrenomenat el Brown Bomber, Louis és considerat com un dels boxadors més destacats i influents de tots els temps. Va regnar com a campió del món dels pesos pesants des del 1937 fins a la seva retirada temporal el 1949. Va guanyar en 25 defenses consecutives, un rècord per a totes les classes de pes. Louis va tenir el regnat més llarg com a campió de qualsevol boxador de la història. És el boxejador que ha conservat durant més temps el títol de campió del món de qualsevol categoria: 11 anys i 8 mesos, els anys 1937-1945, durant els quals va participar en 26 lluites de campionat, va derrotar a 21 lluitadors, va fer 25 defenses i va ser campió del món durant 11 anys i 10 mesos. Els dos últims segueixen sent rècords a la divisió de pes pesat, el primer en qualsevol divisió.
L'impacte cultural de Louis va arribar fora del ring. És considerat la primera persona d'ascendència afroamericana a assolir la condició d'heroi nacional als Estats Units, i també va ser un punt focal del sentiment antinazi que va durar fins i durant la Segona Guerra Mundial a causa de la seva revinceta històrica. amb el boxejador alemany Max Schmeling el 1938. Va ser fonamental per integrar el joc del golf, trencant la barrera de color de l'esport a Amèrica en aparèixer sota l'exempció d'un patrocinador en un esdeveniment PGA el 1952.
Louis és àmpliament considerat com un dels millors boxejadors de tots els temps.Louis ha guanyat la majoria de lluites pel títol mundial de pes pesat de la història, amb 26 anys. A més dels seus èxits dins del ring, Louis va pronunciar dues de les observacions més famoses de la boxa: Pot córrer, però no es pot amagar i Tothom té un pla fins que els colpeja.

## Biografia
Joe Louis era el setè dels vuit fills de Munroe Barrow i Lillie (Reese) Barrow. Els seus pares eren treballadors afroamericans (ell amb part d'ascendència blanca i ella mig cherokee) als camps de cotó, molt pobres. Gairebé no conegué el seu pare, que va ser internat en un centre psiquiàtric el 1916. Al cap d'uns anys, la seva mare fou informada erròniament que Munroe Barrow havia mort i es tornà a casar (Munrow no morí fins al 1938, sense saber res de l'èxit del seu fill).
Arran d'un ensurt amb el Klu Klux Klan la família deixà Alabama i es traslladà a Detroit quan Joe tenia 12 anys. Joe hi visqué la major part de la seva vida. Va començar a treballar de repartidor de gel i després d'ebenista. Un amic el va introduir en el món de la boxa amateur, on va demostrar qualitats –dels seus 53 combats, 50 van ser victòries, 43 de les quals per K.O..
El 1934, després de guanyar el campionat amateur Golden Gloves\Chicago Golden Gloves de la seva categoria, va passar al circuit professional. La seva carrera fou fulgurant: va vèncer contra pronòstic Lee Ramage i, dels 15 combats disputats el 1935 en guanyà 12 per KO, alguns davant rivals molt qualificats com a Primo Carnera, King Levinsky, Gus Dorazzio o Max Baer. Això en va fer un ídol de masses, especialment entre els afroamericans, que veien en ell l'oportunitat que per segon cop el campió mundial de pesos pesants fos de color (el primer havia estat Jack Johnson el 1915). Al mateix temps, però, va encarnar la figura del ‘’bon negre’’ que malgrat la fama no qüestionava la discriminació racial.
El 19 de juny de 1936 s'enfrontà a l'alemany Max Schmeling, que es preparava per recuperar el títol mundial perdut quatre anys abans. Al dotzè assalt, Louis va caure per knockout, el primer que va patir en la seva carrera. Arran de la derrota de Louis, la propaganda nazi va produir la pel·lícula La victòria de Max Schmeling, una victòria alemanya, com a preparació dels Jocs Olímpics de Berlín.
Malgrat aquest revés, el 24 de juny de 1937 Louis es proclamà campió mundial dels pesos pesants en derrotar James J. Braddock en vuit assalts. Va conservar el títol durant onze anys. Louis destacà per la rapidesa i precisió dels seus cops, amb els quals castigava duríssimament el rival en poc temps, fins que podia col·locar el que li reportava el K.O.
Un dels seus combats més destacats va ser la revenja contra Max Schmeling, el 1938, que va aixecar molta expectació per motius polítics. Inicialment, el règim nazi volia evitar un nou enfrontament entre el més famós boxejador “ari” i un oponent que consideraven “de raça inferior”. Però, en no aconseguir convèncer Schmeling, van convertir el matx en una operació de propaganda. El públic dels Estats Units va respondre en conseqüència, recolzant Louis com a campió de la democràcia en contra del feixisme. El propi president Franklin Roosevelt el va convidar a la Casa Blanca i li digué: «Joe, ens calen músculs com els teus per derrotar Alemanya». Al seu torn, Hitler va trucar Schmeling abans del combat, advertint-lo que faria bé de guanyar per a la glòria del Tercer Reich. L'enfrontament tingué lloc el 22 de juny al Yankee Stadium de Nova York. Davant de 70.000 espectadors Louis derrotà Schmeling en menys de tres minuts per K.O. trencant-li dues costelles. Malgrat que aquest combat comportà per a Schmeling la fi de la seva carrera i represàlies per part del règim, Louis i ell van trenar una bona amistat que durà fins a la mort de Louis.
Durant la Segona Guerra Mundial s'allistà i serví en una unitat segregada. Mai no entrà en combat sinó que va realitzar exhibicions arreu del món per animar les tropes.
Es retirà l'any 1949, essent encara campió mundial, però l'any següent l'administració li va reclamar un milió de dòlars en impostos endarrerits i multes. Com que no els podia pagar (malgrat haver-ne guanyat 5 en els anys d'activitat) va haver de tornar al ring contra el vigent campió, Ezzard Charles, que el derrotà en 15 assalts. El 1951 s'enfrontà al futur campió del món Rocky Marciano i perdé per K.O., cosa que acabà amb la seva carrera.
La resta de la seva vida va tenir problemes de diners, va provar la lluita lliure professional i va acabar treballant a l'àrea de relacions públiques del casino Caesar’s Palace de Las Vegas. El 1969 va patir un col·lapse estant al carrer, a causa del consum de cocaïna, i va ser ingressat en un hospital psiquiàtric de Denver. El 1977 va ser operat d'una obstrucció d'aorta i quedà prostrat en una cadira de rodes. Va morir el 12 d'abril de 1981 d'una aturada cardíaca i va ser enterrat al Cementiri Nacional d'Arlington, per desig exprés del President Ronald Reagan. Un dels portadors del fèretre fou el seu amic Max Schmeling, que havia assumit les despeses de la seva malaltia i de l'enterrament.

## Llegat

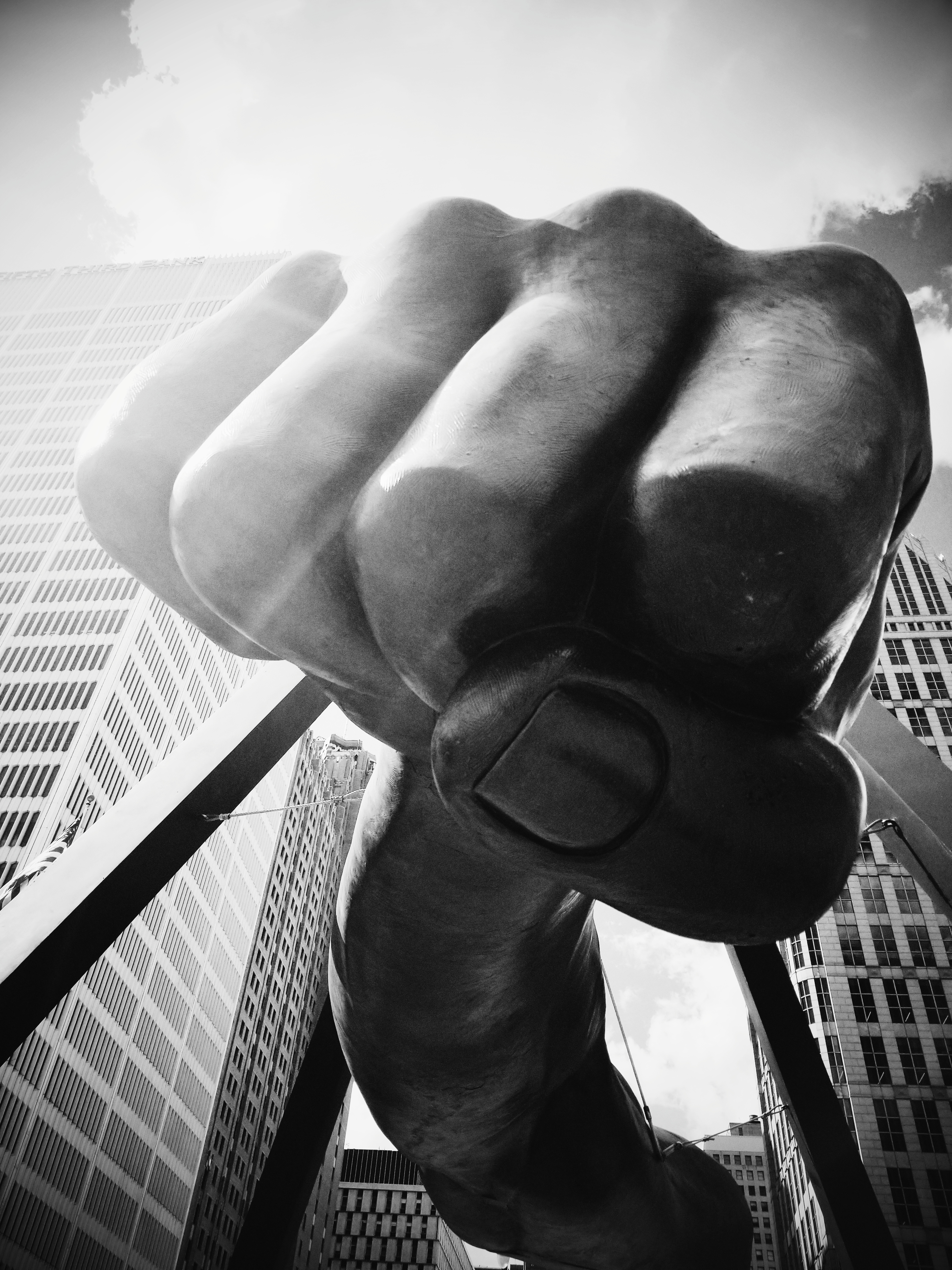
Monument a Joe Louis, erigit l'octubre de 1986 a Detroit

Louis va ser nomenat lluitador de l'any quatre vegades per la revista The Ring el 1936, 1938, 1939 i 1941. Els seus combats amb Max Baer, Max Schmeling, Tommy Farr, Bob Pastor i Billy Conn van ser nomenada lluita de l'any per aquesta mateixa revista. Louis va guanyar el premi Sugar Ray Robinson el 1941. El 2005, Louis va ser classificat com el millor pes pesat de tots els temps per l'Organització Internacional d'Investigació de Boxa, i va ser classificat com el número u a la llista de la revista The Ring dels 100 millors colpejadors de tots els temps. En una enquesta de 1978 realitzada per HBO, els Boxing Writers of America van votar Louis com el pes pesat més gran de tots els temps. Hank Kaplan, Bert Sugar, Teddy Atlas, George Foreman, Joe Frazier i Sugar Ray Robinson van nomenar Louis com el millor boxejador de pes pesat de tots els temps.
Louis també és recordat en esports fora de la boxa. Un antic recinte esportiu cobert va rebre el seu nom a Detroit, el Joe Louis Arena, on els Detroit Red Wings van jugar els seus partits de la NHL des de 1979 fins a 2017. El 1936, Vince Leah, llavors escriptor de The Winnipeg Tribune, va utilitzar el sobrenom de Joe Louis per referir-se al Winnipeg Football Club després d'un partit. A partir d'aquest moment, l'equip es va fer conegut popularment com els Winnipeg Blue Bombers.
El seu reconeixement també transcendeix el món de l'esport. El 2002, l'estudiós Molefi Kete Asante va incloure Joe Louis a la seva llista dels 100 millors afroamericans. El 26 d'agost de 1982, Louis va ser aprovat pòstumament per a la Medalla d'Or del Congrés, el màxim guardó concedit als civils pel poder legislatiu estatunidenc. El Congrés va afirmar que «va fer molt per reforçar l'esperit del poble estatunidenc durant un dels moments més crucials de la història estatunidenca i que ha perdurat al llarg dels anys com a símbol de força per a la nació». Després de la mort de Louis, el president Ronald Reagan va dir: «Joe Louis va ser més que una llegenda de l'esport: la seva carrera va ser una acusació de fanatisme racial i una font d'orgull i inspiració per a milions de blancs i negres a tot el món».
El 16 d'octubre de 1986, es va dedicar un monument a Louis a Jefferson Avenue i Woodward a Detroit. L'escultura, encarregada per Time, Inc. i executada per Robert Graham, té un braç de 7,3 m amb una mà amb el puny suspès per un marc piramidal. Representa el poder del seu cop de puny tant dins com fora del ring.

En una entrevista amb Arsenio Hall a finals de la dècada del 1980, l'antic campió de pes pesat Muhammad Ali va declarar que les seves dues grans influències en la boxa eren Sugar Ray Robinson i Joe Louis. Després de la mort de Joe Louis, Ali va declarar: «El que he dit abans, no ho dic seriosament, perquè Joe Louis era el més gran». Aleshores Ali va dir al Washington Post:
| « | Mira la vida de Joe. Tothom estimava Joe. S'hauria marcat com a malvat si fos malvat, però tothom estimava en Joe. Des de gent negra fins els de coll vermell de Mississipí, l'estimaven. Tots estan plorant. Això ho demostra. Howard Hughes mor, amb tots els seus milers de milions, ni una llàgrima. Joe Louis, tothom va plorar. | » |

El 27 de febrer de 2010, una estàtua de bronze de Louis va ser inaugurada a la seva ciutat natal d'Alabama. L'estàtua, de l'escultor Casey Downing Jr., es troba sobre una base de granit vermell a l'exterior del palau de justícia del comtat de Chambers.
El 1993, es va convertir en el primer boxejador homenatjat en un segell de correus emès pel servei postal dels EUA.
Diverses altres instal·lacions han rebut el nom de Joe Louis. El 1984, els quatre carrers que envolten el Madison Square Garden van rebre el nom de Joe Louis Plaza en el seu honor. L'antic camp de golf Pipe O' Peace a Riverdale, Illinois (un suburbi de Chicago), el 1986 va ser rebatejat com a Joe Louis The Champ Golf Course. L'American Legion Post 375 a Detroit també porta el nom de Joe Louis. Completat el 1979 amb un cost de 4 milions de dòlars, Joe Louis Arena, sobrenomenat The Joe, era un camp d'hoquei situat al centre de Detroit. Va ser la llar dels Detroit Red Wings de la National Hockey League des del 1979 fins al 2017. La demolició prevista de l'Arena va impulsar la ciutat de Detroit el 2017 a canviar el nom de l'Inner Circle Greenway com a Joe Louis Greenway, una ruta per anar en bicicleta i a peu que passa per les ciutats de Detroit, Hamtramck, Highland Park i Dearborn.
En un dels homenatges més citats a Louis, l'escriptor esportiu del New York Post Jimmy Cannon, quan va respondre a la caracterització d'una altra persona de Louis com «un crèdit a la seva raça», va declarar: «Sí, Joe Louis és un crèdit a la seva raça: la raça humana».

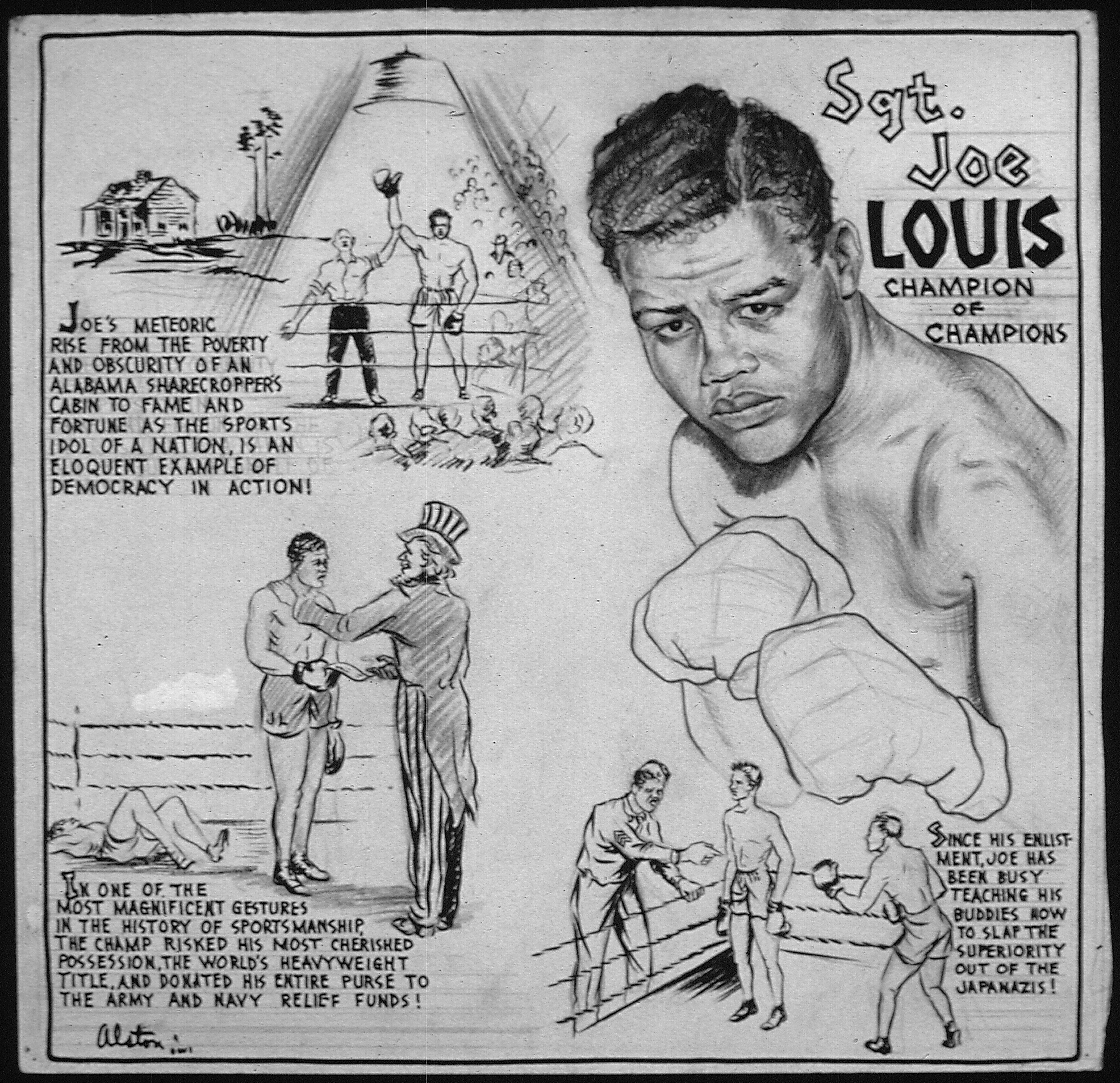
Il·lustració de Joe Louis de Charles Henry Alston

Joe Louis es va entrenar al lloc del Pompton Lakes (NJ) Elks Club. Quan va guanyar una de les seves baralles, va donar la primera ambulància a l'equip de primers auxilis de Pompton Lakes.